# 屏東挖眼案
屏東挖眼案是2021年於台灣屏東縣發生的社會案件。2021年9月26日，屏東縣高樹鄉一名女性超商店員潘莉雯因提醒患有精神疾病的男子楊寶勝戴好口罩，遂無故遭楊男攻擊臉部且徒手挖眼，引發台灣輿論譁然。

## 類似案件
- 2025年瑞芳挖眼案